# Yunhe (Lishui)
Yunhe (en chino simplificado, 运河区; pinyin, Yùnhé qū lit, río nube) es un condado montañoso de la provincia de Zhejiang en China. Está bajo la administración de la ciudad-prefectura de Lishui. Su área es de 984 km² y su población total para 2010 fue más de 100 mil habitantes

## Historia
Como consecuencia de la segunda guerra sino-japonesa, Yunhe fue la sede del gobierno de la provincia de Zhejiang desde el verano de 1942 hasta la rendición de Japón en agosto de 1945.

## Demografía
La población ascendió a 103,273 habitantes en el censo de 2000, de los cuales 40,213 habitantes vivían en la ciudad de Yunhe.
Hoy en día, la población está compuesta por 53,579 mujeres y 58,012 mujeres. Los niños menores de 15 años forman el 15.0%, los adultos entre 15-64 años el 73% y los adultos mayores de 65 años el 10.0%.

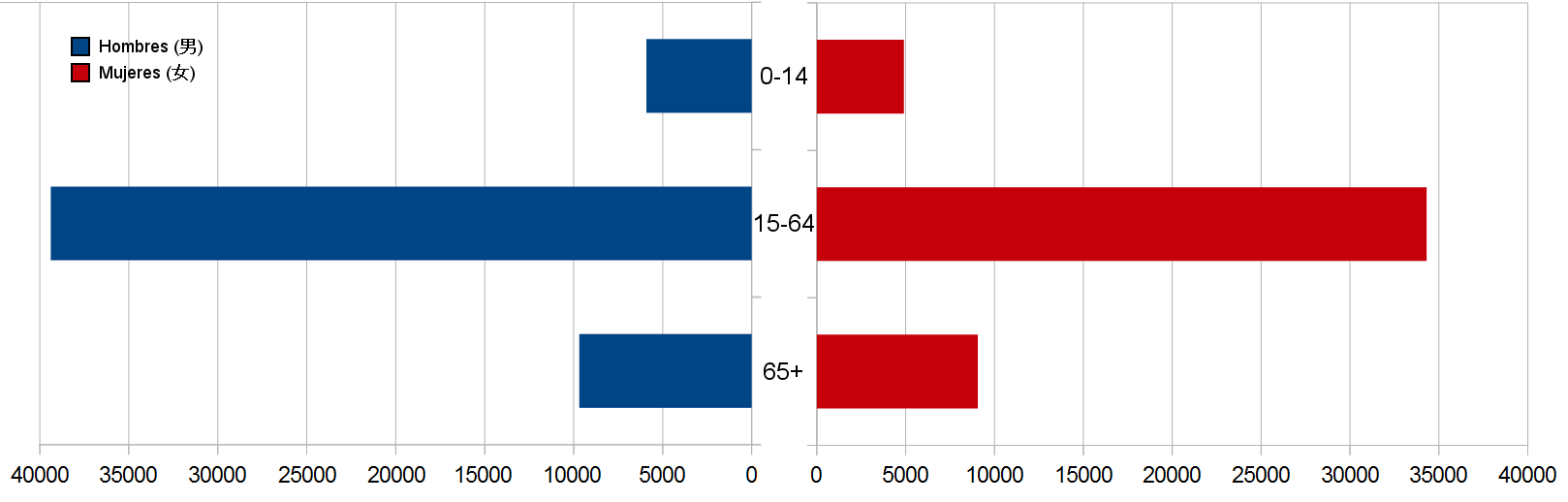
Población del condado de Yunhe por edad y sexo.

## Organización territorial
El condado de Yunhe se divide en 3 poblados, 8 villas y 2 villas étnicas, además de la capital.
| Nombre     | Chino      | Pinyin            | Tipo           |
| ---------- | ---------- | ----------------- | -------------- |
| Anxi       | 安溪畲族乡 | Ānxī shēzú xiāng  | Villa étnica   |
| Chishi     | 赤石乡     | Chìshí xiāng      | Villa          |
| Chongtou   | 崇头镇     | Chóng tóu zhèn    | Poblado        |
| Dawan      | 大湾乡     | Xīnjiāng          | Villa          |
| Dayuan     | 大源乡     | Dà wān xiāng      | Villa          |
| Huangyuan  | 黄源乡     | Xīnjiāng          | Villa          |
| Jinshuitan | 紧水滩镇   | Huáng yuán xiāng  | Poblado        |
| Shapu      | 沙铺乡     | Shā pù xiāng      | Villa          |
| Shitang    | 石塘镇     | Shí táng zhèn     | Poblado        |
| Wuxi       | 雾溪畲族乡 | Wù xī shēzú xiāng | Villa étnica   |
| Yunfeng    | 云丰乡     | Yún fēng xiāng    | Villa          |
| Yunhe      | 云和县     | Yún hé xiàn       | Ciudad-condado |
| Yuntan     | 云坛乡     | Yún tán xiāng     | Villa          |
| Zhucun     | 朱村乡     | Zhū cūn xiāng     | Villa          |

## Economía
La economía del condado de Yunhe está enfocada principalmente al sector primario, destacando el cultivo de setas como las Shiitake, además del producto principal, el arroz. También se realiza el cultivo de fruta para más tarde utilizarla para hacer frutos secos, que son vendidos en todo el país bajo la marca de "Xian gong hu" (chino: 仙宫湖, pinyin: Xiān gōng hú).
En el lado industrial, además del procesamiento de alimentos mencionado anteriormente, plantas de fabricación de juguetes y la metalurgia están muy presentes.

## Clima
El clima es subtropical húmedo. La temperatura media durante todo el año es de 16 °C. El mes más cálido es julio, con una temperatura media de 24 °C, y el mes más frío es enero, con 6 °C. En el condado llueven unos 2,268 milímetros cada año. El mes lluvioso es junio, con 433 mm de lluvia, y el mes más seco es enero, con tan solo 65 mm.